# Vasilīs Charalampopoulos
Vasilīs Charalampopoulos (in greco Βασίλης Χαραλαμπόπουλος?; Egaleo, 6 gennaio 1997) è un cestista greco.
Alto 204 cm per 109 kg di peso, gioca nel ruolo di ala.

## Carriera

### Giovanili e club
Cresciuto nel vivaio dell'Egaleo, con cui nel 2011-2012 ha disputato il campionato in terza divisione, nel 2012 all'età di 15 anni viene acquistato dal Panathinaikos. 
Con i Verdi ha disputato tre stagioni, conquistando due titoli nazionali e tre coppe di Grecia, e partecipando all'Eurolega. Charalampopoulos viene impiegato principalmente come ala piccola ma la sua stazza gli permette di ricoprire il ruolo di ala forte. È mancino.
Ha debuttato in Eurolega nella stagione 2013-2014, per poi entrare stabilmente nelle rotazioni nella stagione successiva dove disputa 12 gare, realizzando 14 punti nella sfida di playoff contro il CSKA Mosca il 16 aprile 2015.

### Nazionale
Charalampopoulos debutta nelle nazionali giovanili greche dapprima con la Grecia under 16, con cui disputa le edizioni 2011, 2012 e 2013 del Campionato Europeo, conquistando nel 2013 la medaglia di bronzo. Disputa quindi il Campionato Europeo Under-18 nel 2014, classificandosi quarto. L'anno successivo prende parte ai Campionati Mondiali Under-19 di Creta dove a causa di un infortunio salta diverse partite tra cui la finale per il 3º posto persa contro la Turchia; in seguito guida la nazionale under 18 alla conquista del titolo europeo nella finale contro la Bosnia Erzegovina, concludendo con 16,6 punti, 8,1 rimbalzi, 5,2 assist e 5,4 falli subiti di media che gli valgono in titolo di MVP del torneo.

## Palmarès

### Club
- Campionato greco: 3

Panathinaikos: 2012-13, 2013-14, 2016-17
- Coppa di Grecia: 5

Panathinaikos: 2012-13, 2013-14, 2014-15, 2015-16, 2016-17

### Nazionale
- Europei Under-18: 
 Lettonia 2015
- Europei Under-16
 Ucraina 2013